# Renedo del Monte
Renedo del Monte es una localidad y también una pedanía del municipio de Saldaña situada en la provincia de Palencia, comunidad autónoma de Castilla y León (España). Con 11 habitantes censados en 2020, está situada a 8 km de Saldaña.

## Demografía
Evolución de la población en el siglo XXI
| Gráfica de evolución demográfica de Renedo del Monte entre 2000 y 2020 |
|                                                                        |
| Población de derecho (2000-2020) según el padrón municipal del INE     |

## Historia
A mediados del siglo XIV, Renedo formaba parte de la merindad de Saldaña, según el Libro Becerro de las Behetrías de Castilla. 
En 1532, Pero Díez de Berzosa, vecino de la localidad, inició pleito de hidalguía. Muchos años más tarde, en 1779, Fernando Díez de Valdeón, también de la localidad, pleiteó por hidalguía.
A mediados del siglo XVIII, Joseph Herrero, de Renedo del Monte, ejercía de herrero en Villorquite del Páramo. Cobraba carga y media de pan.
A la caída del Antiguo Régimen la localidad se constituye en municipio constitucional que en el censo de 1842 contaba con 7 hogares y 36 vecinos, para posteriormente integrarse en Vega de Doña Olimpa, formando parte de este municipio hasta 1976.
Desde la década de 1970, Renedo se rige por una Junta Vecinal.

## Curiosidad
El Archivo Diocesano de Palencia tiene una pequeña biblioteca traída de la parroquia de Renedo del Monte, con 300 volúmenes.

## Personalidades
Naturales de Renedo del Monte:
- Matías Díez Quijano (Renedo del Monte, siglo XIX), Doctor en Ciencias Físicas, con la tesis Estudio de la fotografía bajo el punto de vista químico[8]
- Gorgonio Díez-Baldeón Quijano (Renedo del Monte, siglo XIX), licenciado en Farmacia[9]
- Tomás Díez-Baldeón Quijano (Renedo del Monte, siglo XIX),[9] Doctor en Medicina, con la tesis Efectos químico-fisiológicos del ejercicio muscular y aplicaciones higiénicas que de este conocimiento se desprenden (10 de septiembre de 1877)

## Direcciones
- JUNTA VECINAL DE RENEDO DEL MONTE: Mayor, 4. 979 189 010